# Vasilios Barkas
Vasilios Barkas (griechisch Βασίλειος Μπάρκας, * 30. Mai 1994 in Zetten, Niederlande) ist ein griechischer Fußballtorhüter, der beim FC Utrecht in der Eredivisie unter Vertrag stand.

## Karriere

### Verein
Vasilios Barkas wurde als Sohn eines Griechen, und einer niederländischen Mutter in Zetten, in der Gemeinde Overbetuwe geboren. Während seiner Kindheit ging er nach Griechenland, um für Atromitos Athen zu spielen. Dabei durchlief er bis zum Jahr 2013 die verschiedenen Jugendmannschaften des Hauptstadtvereins. Nachdem er ab 2013 einige Male als Ersatztorhüter auf der Bank gesessen hatte, debütierte er am 20. Mai 2015 in der Super League gegen PAOK Saloniki, als er für Andrej Harbunou eingewechselt wurde. Ab Februar 2016 war Barkas für die letzten 12 Spieltage der Saison 2015/16 als Stammtorhüter bei Atromitos gesetzt.
Im Juni 2016 wechselte Barkos zu AEK Athen. Am 27. November 2016 debütierte er bei einem 3:0-Erfolg über AO Platanias für seinen neuen Verein. Danach blieb er im weiteren Verlauf der Spielzeit Stammtorhüter vor Giannis Anestis. Im Juli 2017 brach Barkos sich den Daumen seiner rechten Hand und fiel drei Monate aus. Ab November 2017 kam er wieder in der ersten Mannschaft zum Einsatz. Bei AEK wurde in der Saison 2017/18 auf der Torhüterposition routiert. Barkos absolvierte fünf Ligaspiele, Giannis Anestis zehn und Panagiotis Tsintotas fünfzehn. In dieser Spielzeit gewann AEK nach vierzehn Jahren den insgesamt 12. Meistertitel in Griechenland. Im Juni 2018 verlängerte Barkas seinen Vertrag in Athen bis 2022. Während der gesamten Spielzeit 2018/19 blieb Barkas in 41 Spielen 22-Mal ohne Gegentor.
Im Juli 2020 wechselte er für eine Ablösesumme von 4,5 Millionen £ zu Celtic Glasgow in die Scottish Premiership, wo er einen Vierjahresvertrag bis 2024 unterschrieb. Dort konnte er die in ihn gesetzten Erwartungen jedoch nicht erfüllen und verlor seinen Stammplatz im Oktober 2020 für den Rest der Spielzeit zunächst an den bisherigen Ersatztorhüter Scott Bain, ehe im Sommer 2021 mit Joe Hart ein neuer Stammtorhüter verpflichtet wurde. Für die Saison 2022/23 wechselte Barkas zunächst auf Leihbasis zum niederländischen Erstligisten FC Utrecht, bei dem er sich als Stammtorhüter durchsetzen konnte. Nach Ablauf der Leihe im Sommer 2023 wurde sein Vertrag in Glasgow vorzeitig aufgelöst, woraufhin ihn der FC Utrecht ablösefrei fest verpflichtete.

### Nationalmannschaft
Vasilios Barkas spielte zwischen 2012 und 2013 sechsmal für die U19 von Griechenland. Ab dem Jahr 2015 kam er auf acht Einsätze in der U21. Am 4. Juni 2016 wurde er von Michael Skibbe erstmals in den Kader der Griechischen A-Nationalmannschaft berufen, nachdem sich Orestis Karnezis verletzt hatte. Der nachberufene Barkas kam im Länderspiel gegen Australien allerdings nicht zum Einsatz. Am 16. März 2018 folgte seine zweite Einladung in die Nationalelf der Hellenen für die Freundschaftsspiele gegen die Schweiz und Ägypten. Im zweiten Spiel gegen Ägypten debütierte er schließlich für die A-Nationalmannschaft, als er in der zweiten Hälfte für Andreas Gianniotis eingewechselt wurde. Dabei blieb er beim 1:0-Sieg ohne Gegentor.

## Erfolge
mit AEK Athen
- Griechischer Meister (1): 2018

mit Celtic Glasgow
- Schottischer Meister (1): 2022
- Schottischer Pokalsieger (1): 2020